# Missione Krulak-Mendenhall

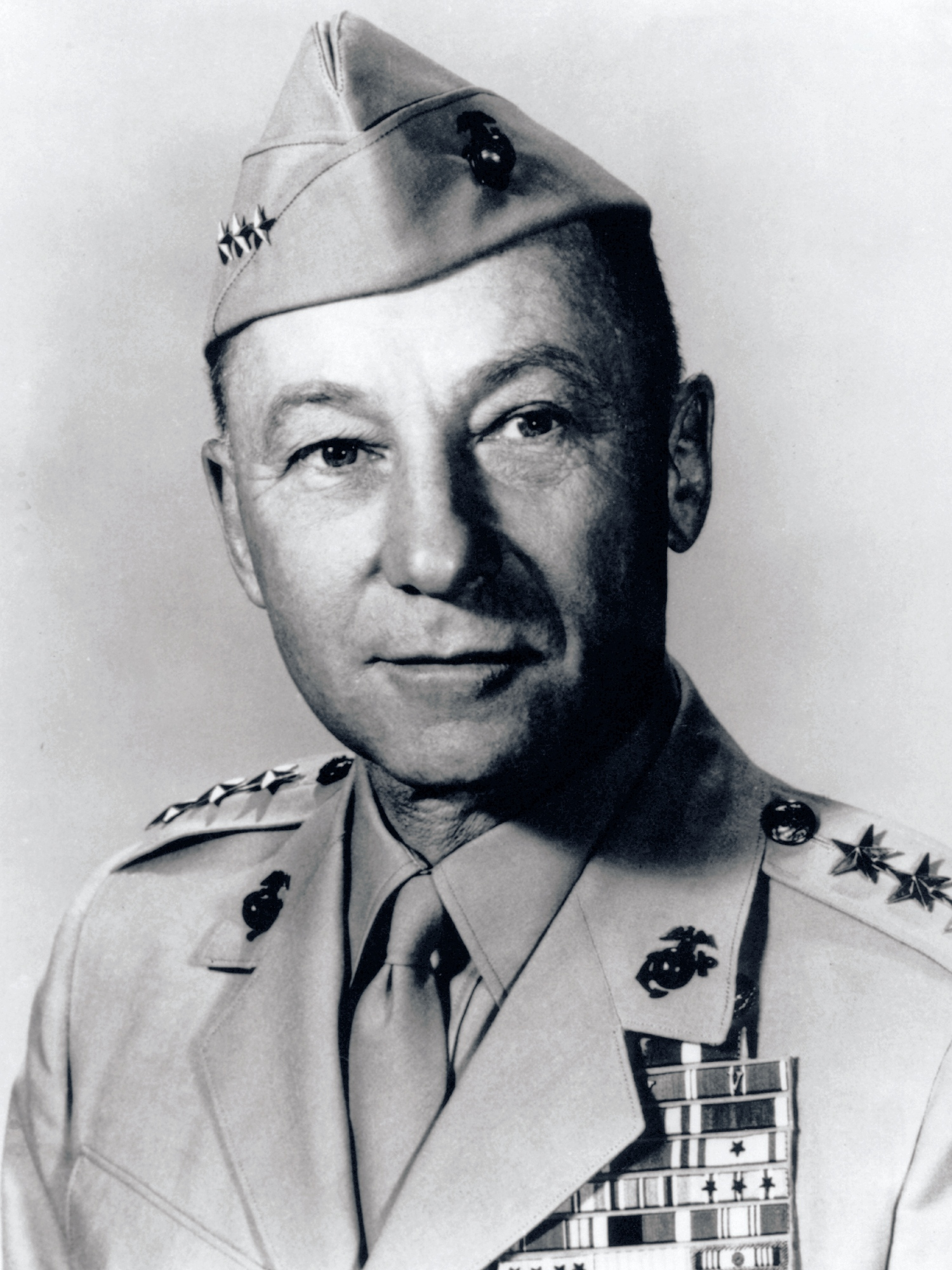
Il generale del Corpo dei Marines degli Stati Uniti Victor Krulak

La missione Krulak-Mendenhall fu una spedizione sotto copertura col fine di ricavare informazioni riguardanti lo stato della guerra in Vietnam.
La missione fu inviata dall'amministrazione Kennedy nel Vietnam del Sud all'inizio del settembre 1963. Lo scopo dichiarato della spedizione era quello di indagare sull'andamento della guerra da parte del regime sudvietnamita e dei suoi consiglieri militari statunitensi contro l'insurrezione vietcong. La missione era guidata da Victor Krulak e Joseph Mendenhall.
Krulak era un generale maggiore del Corpo dei Marines degli Stati Uniti, mentre Mendenhall era un ufficiale del servizio estero esperto nel trattare gli affari vietnamiti.
Il complicato e difficile viaggio di quattro giorni iniziò il 6 settembre 1963, lo stesso giorno si tenne alla Casa Bianca una riunione del Consiglio di sicurezza nazionale (NSC), che avvenne sulla scia delle relazioni sempre più tese tra gli Stati Uniti e il Vietnam del Sud. I disordini civili hanno colpito il Vietnam del Sud con l'escalation delle manifestazioni buddiste contro la discriminazione religiosa da parte del regime cattolico del presidente Ngô Đình Diệm. In seguito alle incursioni sulle pagode buddiste del 21 agosto, che hanno provocato un bilancio di poche centinaia di vittime, gli Stati Uniti hanno autorizzato le indagini su un possibile colpo di stato attraverso un cablogramma all'ambasciatore statunitense Henry Cabot Lodge Jr.
Nelle loro osservazioni all'NSC, Krulak presentò un rapporto ottimista sull'andamento della guerra, mentre Mendenhall presentò un quadro desolante del fallimento militare e del malcontento pubblico. Krulak ha ignorato il sostegno popolare ai vietcong, ritenendo che gli sforzi dei soldati vietnamiti sul campo non sarebbero stati influenzati dal disagio del pubblico nei confronti delle politiche di Diệm. Mendenhall si concentrò sul misurare il sentimento dei vietnamiti locali e ne tratte la conclusione che le politiche di Diệm aumentavano la possibilità di una guerra civile e religiosa e che stavano inducendo i vietnamiti del sud a credere che la vita sotto i vietcong avrebbe migliorato la qualità della loro vita. I rapporti divergenti portarono il presidente degli Stati Uniti John F. Kennedy a chiedere ai suoi due consiglieri "Voi due avete visitato lo stesso paese, vero?"
Il rapporto inconcludente fu oggetto di un aspro e personale dibattito fra i consiglieri di Kennedy. Furono anche discusse varie linee d'azione nei confronti del Vietnam, come favorire un cambio di regime o adottare una serie di misure selettive progettate per paralizzare l'influenza di Ngô Đình Nhu, fratello di Diệm e principale consigliere politico, ma nessuna di esse fu mai messa in atto. Nhu e sua moglie Madame Ngô Đình Nhu erano visti come le principali cause dei problemi politici nel Vietnam del Sud. Il risultato inconcludente della spedizione di Krulak e Mendenhall costrinse Kennedy all’organizzazione di una missione successiva, la missione McNamara-Taylor.

## Eventi precedenti
“Escludendo i vari problemi politici esterni dalla guerra in Vietnam, la guerra ai Viet Cong sarà vinta se i militari statunitensi si mantengono su questa strada”
Dopo la sparatoria a Huế Phật Đản dell'8 maggio, nel Vietnam del Sud sono scoppiati molti disordini civili. Nove buddisti sono stati uccisi dal regime cattolico romano del presidente Ngô Đình Diệm dopo aver sfidato il divieto del governo dallo sventolare bandiere buddiste a Vesak, il compleanno di Gautama Buddha e aver marciato in una protesta antigovernativa. Dopo la sparatoria, i leader buddisti hanno iniziato a fare pressioni su Diệm per l'uguaglianza religiosa, il risarcimento e la giustizia per le famiglie delle vittime. Poiché Diệm rifiutò le richieste, le proteste si intensificarono. L'autoimmolazione del monaco buddista Thích Quảng Đức in un trafficato incrocio di Saigon è diventata un disastro delle pubbliche relazioni per il regime di Diệm, poiché le foto dell'evento hanno fatto notizia in prima pagina in tutto il mondo e sono diventate un simbolo delle politiche di Diệm. Mentre le proteste continuavano, le forze speciali dell'Esercito della Repubblica del Vietnam (ARVN) fedeli al fratello di Diệm, Ngô Đình Nhu, hanno condotto le incursioni alla Pagoda Xá Lợi il 21 agosto, causando diverse centinaia di vittime. Le università e le scuole superiori sono state chiuse durante le proteste di massa filo-buddiste. Nel frattempo, la lotta contro l'insurrezione vietcong aveva cominciato a perdere intensità a causa delle voci riguardanti lo spargersi di particolari malattie intestine tra le truppe dell'ARVN.

## Iniziazione e spedizione
Al termine della riunione del Consiglio di Sicurezza Nazionale (NSC) del 6 settembre, si è convenuto che la priorità fosse ottenere maggiori informazioni sulla situazione in Vietnam. Il segretario alla Difesa americano Robert McNamara ha proposto di inviare il maggiore generale del Corpo dei Marines Victor Krulak in un immediato viaggio conoscitivo. L'NSC concordò che Joseph Mendenhall, un ufficiale del servizio estero con esperienza in Vietnam, lo avrebbe accompagnato e la coppia iniziò la missione il giorno stesso.
Durante il viaggio di ritorno a Washington, Krulak e Mendenhall dovevano riportare John Mecklin e Rufus Phillips da Saigon per fare rapporto. Mecklin era il direttore del Servizio informazioni degli Stati Uniti (USIS), mentre Phillips è stato direttore dei programmi rurali per la Missione operativa degli Stati Uniti (USOM) e consigliere per il programma strategico Hamlet. Il Dipartimento di Stato ha inviato all'ambasciata di Saigon un dettagliato cablogramma contenente domande sull'opinione pubblica vietnamita di tutti gli strati della società. Nelle parole di Krulak, l'obiettivo era osservare "l'effetto dei recenti eventi sull'atteggiamento dei vietnamiti in generale, e sullo sforzo bellico contro i vietcong".
In un viaggio di quattro giorni, i due uomini viaggiarono in tutto il Vietnam per poi tornare a Washington per presentare i loro rapporti. Krulak ha visitato 10 località in tutte e quattro le zone del Corpo dell'ARVN e ha parlato con l'ambasciatore statunitense Henry Cabot Lodge Jr., il capo delle forze statunitensi in Vietnam, il generale Paul Harkins e il suo staff, 87 consiglieri statunitensi e 22 ufficiali dell'ARVN. Mendenhall andò a Saigon, Huế, Da Nang e in molte altre città di provincia, parlando principalmente con amici vietnamiti. Le loro stime della situazione erano opposte. Mecklin scrisse in seguito che "è stato un compito straordinario, viaggiare per ventiquattromila miglia e valutare una situazione complessa come il Vietnam e tornare in soli quattro giorni. Era un sintomo dello stato in cui si trovava il governo degli Stati Uniti". La missione è stata segnata dalla tensione dei suoi leader. Mendenhall e Krulak si detestavano profondamente a vicenda e si parlavano solo il minimo necessario per il bene della missione. Mecklin e Krulak ebbero una disputa durante il volo di ritorno. Krulak disapprovava la decisione di Mecklin di riportare negli Stati Uniti le riprese televisive che erano state censurate dal regime di Diệm, ritenendo che l'azione fosse una violazione della sovranità. Dopo una lunga e aspra discussione a bordo dell'aereo, Krulak ha invitato Mecklin a lasciare il film in Alaska durante una sosta per il rifornimento di carburante alla base aeronautica di Elmendorf, suggerendo inoltre che il regista dell'USIS rimanesse con il film in Alaska.

## Rapporto e debriefing

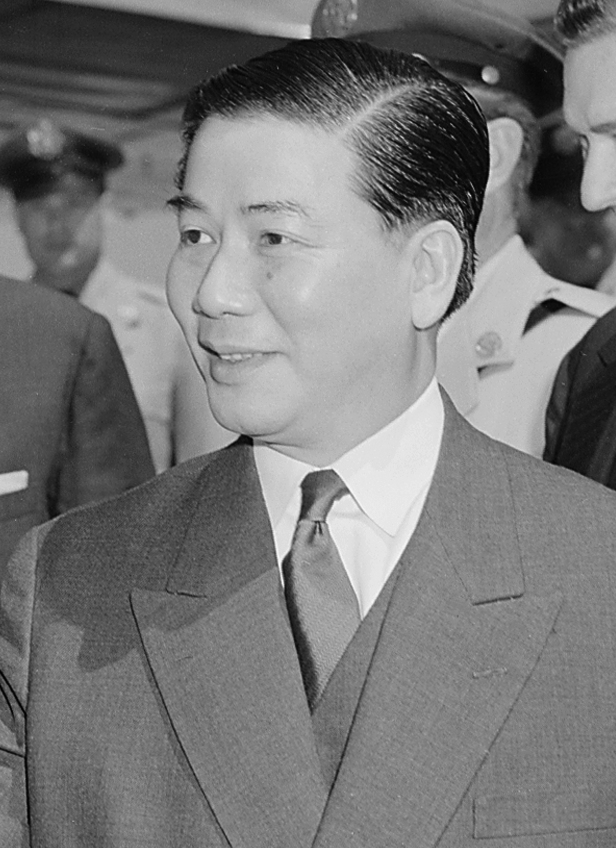
Presidente Ngô Đình Diệm del Vietnam del Sud

L'NSC si riunì di nuovo la mattina del 10 settembre per ascoltare i rapporti della delegazione. Mendenhall aveva esperienza negli affari vietnamiti, avendo prestato servizio sotto il precedente ambasciatore americano Elbridge Durbrow. Durbrow aveva esortato Diệm in diverse occasioni ad attuare riforme politiche. Krulak era un marine noto per la sua convinzione nell'uso dell'azione militare per raggiungere obiettivi di affari esteri. Il suo temperamento gli è valso il soprannome di "Bruto", che ha avuto origine dalla sua carriera di wrestling all'Accademia Navale. Il vice segretario alla Difesa Roswell Gilpatric ha osservato che Mendenhall era considerato "con grande sospetto dalla sponda del fiume Virginia, il Pentagono, quartier generale del Dipartimento della Difesa", mentre Krulak era "universalmente apprezzato e fidato nel Pentagono, sia sul versante civile che su quello militare".
Le divergenze fra Krulak e Mendenhall avevano origine nelle loro opposte analisi della guerra. Krulak ha fornito un'analisi molto ottimistica del progresso militare e ha sottovalutato l'effetto della crisi buddista sulla lotta dell'ARVN contro i vietcong. La sua conclusione è stata che "la guerra continua ad andare avanti a un ritmo impressionante. È stata influenzata negativamente dalla crisi politica, ma l'impatto non è grande".

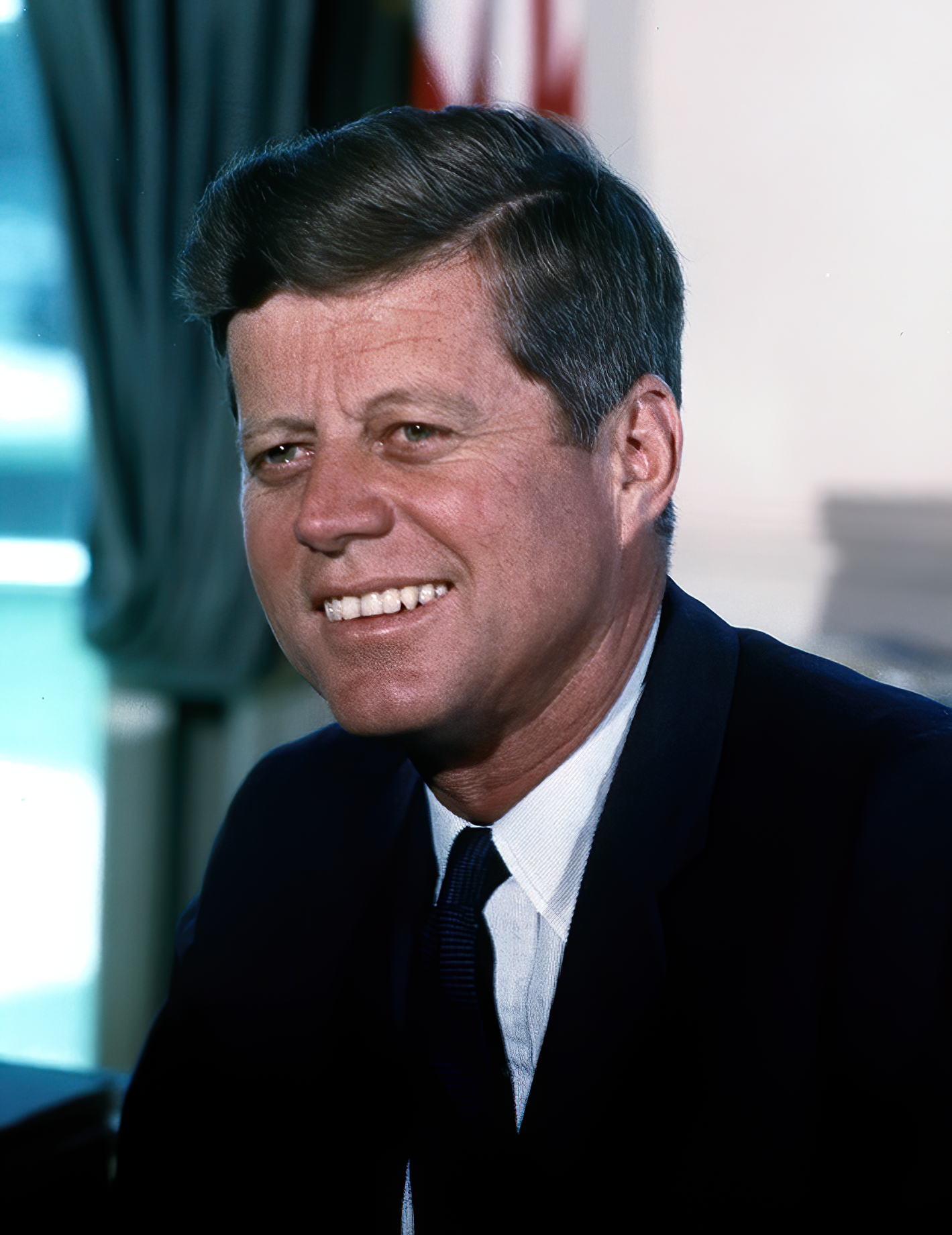
Il presidente degli Stati Uniti John F. Kennedy

Krulak affermò che era ancora necessaria una notevole quantità di invasioni di terre vietnamite, in particolare nel delta del Mekong, che era considerata la regione più forte dei Viet Cong. Krulak ha affermato che tutti i livelli del corpo degli ufficiali dell'ARVN erano consapevoli della crisi buddista, ma credeva che la maggior parte non avesse permesso alle credenze religiose di influenzare negativamente le loro relazioni militari interne. Credeva infatti, che gli ufficiali dell'ARVN fossero obbedienti e ci si potesse aspettare che eseguissero qualsiasi ordine considerassero legale. Krulak ha inoltre affermato che la crisi politica non ha danneggiato in modo significativo i legami militari bilaterali. Passando al punto di vista vietnamita dei loro leader, Krulak predisse che c'era insoddisfazione tra gli ufficiali, che secondo lui era principalmente diretta da Ngô Đình Nhu, il fratello minore di Diệm che era ampiamente visto come il potere dietro il regime. Krulak credeva che la maggior parte degli ufficiali volesse vedere la caduta del potere di Nhu, ma che pochi fossero disposti a ricorrere a un colpo di stato. Krulak ha riferito che tre consiglieri statunitensi hanno fortemente criticato i Nhu e hanno sostenuto la partenza della coppia dal Vietnam del Sud per evitare un disastro nelle pubbliche relazioni alle Nazioni Unite. Krulak riteneva che questi problemi fossero controbilanciati da quello che credeva essere uno sforzo militare riuscito e che la guerra sarebbe stata vinta indipendentemente dalla leadership politica. Inoltre Krulak predisse che l'ARVN aveva poca capacità di facilitare un miglioramento della governance. Krulak ha poi concluso ottimisticamente:
Mendenhall non era d'accordo con questa veduta e sosteneva che il sentimento anti-Diệm aveva raggiunto un livello tale da rendere possibile il crollo del governo civile. Definì un "regno del terrore" Saigon, Huế e Da Nang, sostenendo che l'odio popolare solitamente riservato ai Nhu si era diffuso anche a discapito di Diệm, generalmente rispettato. Mendenhall affermò che molti vietnamiti erano arrivati a credere che la vita sotto Diệm fosse peggiore che essere governata dai Viet Cong. Mendenhall pensava che una guerra civile per motivi religiosi fosse possibile. Predisse che la guerra avrebbe potuto essere vinta solo con un cambio di regime, altrimenti il Vietnam del Sud sarebbe crollato a causa di una massiccia offensiva comunista. La natura contraddittoria dei rapporti suscitò dunque la famosa domanda di Kennedy: "Voi due avete visitato lo stesso paese, vero?"

### Dibattito
Krulak ha tentato di spiegare le valutazioni contrastanti sottolineando che Mendenhall aveva visitato le aree urbane, mentre lui si era avventurato nelle campagne "dove c'è la guerra". Krulak ha affermato che le questioni politiche a Saigon non ostacolerebbero il progresso militare, affermando che "possiamo barcollare per vincere la guerra con Nhu che mantiene il controllo". Il sottosegretario di Stato Roger Hilsman ha affermato che la differenza tra i rapporti contrastanti "era la differenza tra una visione militare e una politica". Durante il dibattito sulle differenze di prospettive, Mendenhall affermò che Saigon aveva subito "un crollo praticamente completo" in seguito alle incursioni alla pagoda. Mendenhall ha riferito che i funzionari pubblici vietnamiti temevano di essere visti con gli americani. Ha ricordato una visita in cui ha dovuto rimanere in silenzio mentre il suo ospite vietnamita si aggirava per la stanza, alla ricerca di microfoni nascosti. Mendenhall affermò che "Saigon era gravata da un'atmosfera di paura e odio" e che la gente temeva Diệm più dei Viet Cong. Ha riferito che molti dipendenti pubblici non dormivano più a casa per paura di arresti notturni da parte della polizia segreta di Nhu. Molti funzionari avevano recentemente trascorso gran parte della giornata negoziando il rilascio dei loro figli, che erano stati incarcerati per aver partecipato a proteste filo-buddiste. Mendenhall affermò che i disordini interni erano ormai una priorità più alta della guerra contro i comunisti.
Mendenhall ha denunciato la riconciliazione di Saigon e i gesti di buona volontà nei confronti dei buddisti come una trovata di pubbliche relazioni. Ha riferito che i monaci provenienti da aree provinciali che erano stati arrestati a Saigon per aver manifestato non sono stati riportati ai loro luoghi di origine come promesso. Mendenhall ha visto che quando i monaci furono rilasciati, i funzionari di Diệm tennero i loro documenti d'identità. Ciò ha comportato il loro nuovo arresto dopo aver tentato di lasciare la capitale. I monaci furono poi marchiati come Viet Cong poiché non avevano documenti d'identità governativi. Quando la notizia di tali tattiche si diffuse nella capitale, alcuni monaci cercarono rifugio nelle case di Saigon degli ufficiali dell'ARVN. Mendenhall insisteva sul fatto che gli Stati Uniti erano responsabili della situazione perché avevano aiutato la famiglia Ngo a prendere il potere, armandola e finanziandola. Riteneva che poiché Diệm usava le armi contro il suo stesso popolo, anche Washington condivideva la responsabilità. Ha affermato che "il rifiuto di agire costituirebbe un'interferenza negli affari del Vietnam tanto quanto agire".

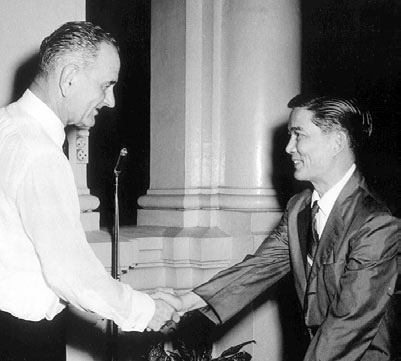
Ngô Đình Nhu (nella foto a destra) incontra il vicepresidente degli Stati Uniti Lyndon B. Johnson

Secondo il Pentagon Papers, (rivista giornalistica del pentagono) "il fallimento principale di entrambi i rapporti è stato quello di comprendere il ruolo politico fondamentale che l'esercito stava per svolgere in Vietnam". I documenti concludevano che l'ARVN era l'unica istituzione in grado di deporre e sostituire Diệm. Diệm e Nhu si sono pienamente resi conto della potenziale minaccia, rispondendo con il “divide et impera”. Questa azione causò una profonda sfiducia tra gli alti ufficiali e frammentò il loro potere. Krulak non si rese conto che se la situazione fosse peggiorata al punto in cui il malcontento nei confronti di Diệm avesse posto la possibilità di una vittoria comunista, i generali sarebbero intervenuti in politica a causa di ciò che sarebbe loro accaduto sotto il dominio comunista. Né Krulak né Mendenhall sembravano prevedere che se una giunta militare fosse salita al potere, l'effetto divisivo della politica di promozione di Diệm si sarebbe manifestato mentre i generali gareggiavano per il potere. Nessuno dei due ha posto alcuna enfasi sugli effetti dannosi che sarebbero stati causati dalle lotte politiche interne tra i generali.
Durante l'incontro dell'NSC, Frederick Nolting, che ha preceduto Lodge come ambasciatore degli Stati Uniti nel Vietnam del Sud, ha contestato l'analisi di Mendenhall. Considerato un apologeta di Diệm, Nolting sottolineò che Mendenhall era stato pessimista riguardo al Vietnam del Sud per diversi anni. Mecklin ha rafforzato e spinto ulteriormente il punto di vista di Mendenhall, invitando l'amministrazione a esercitare pressioni dirette su Saigon sospendendo gli aiuti non militari, nel tentativo di provocare un cambio di regime, nello specifico Mecklin disse testuali parole:
I Pentagon Papers ritenevano che Mecklin comprendesse le insidie di una giunta militare che Krulak e Mendenhall avevano trascurato. Indipendentemente da ciò, Mecklin ha concluso che gli Stati Uniti dovrebbero procedere nel promuovere un cambio di regime, accettarne le conseguenze e contemplare l’introduzione di truppe da combattimento statunitensi per fermare una possibile vittoria dei Viet Cong.
La riunione dell'NSC ha poi ascoltato la cupa prognosi di Phillips sulla situazione nel delta del Mekong. Ha affermato che il programma strategico Amleto era un disastro nel delta, affermando che erano "fatti a pezzi dai vietcong". Quando fu notato che Phillips aveva recentemente assistito a una battaglia nel delta, Kennedy chiese a Phillips la sua valutazione. Phillips rispose: "Beh, non mi piace contraddire il generale Krulak, ma devo dirle, signor presidente, che non stiamo vincendo la guerra, soprattutto nel delta. Le truppe sono paralizzate, sono in delle baracche, è questo ciò che sta realmente accadendo in una delle province proprio accanto a Saigon." Phillips ha affermato che rimuovere Nhu era l'unico modo per migliorare la situazione. e affermò che l'unico mezzo per rimuovere Nhu era coinvolgere il colonnello Edward Lansdale, l'agente della CIA che aveva consolidato la posizione di Diệm un decennio prima, una proposta che Kennedy respinse. Phillips ha allora suggerito tre possibilità:
- Interrompere gli aiuti alle forze speciali dell'ARVN del colonnello Lê Quang Tung,[18] che riceveva gli ordini direttamente dal palazzo e non dal comando dell'esercito.[20] Tung aveva guidato le incursioni nelle pagode buddiste il 21 agosto in cui centinaia di persone furono uccise e si verificò una vasta distruzione fisica.[21] Le forze speciali furono utilizzate principalmente per reprimere i dissidenti piuttosto che per combattere i comunisti.[22]
- Tagliare i fondi al Motion Picture Center, che ha prodotto film agiografici sui Nhu.[18]
- Perseguire azioni segrete volte a dividere e screditare Tung e il maggiore generale Tôn Thất Đính.[18] Dinh era il governatore militare di Saigon e il comandante del III Corpo dell'ARVN. Dinh è stato il generale più giovane nella storia dell'ARVN, principalmente per la sua lealtà alla famiglia Ngo.[23][24]

Nel dibattito che seguì, Kennedy chiese a Phillips cosa sarebbe successo se Nhu avesse risposto ai tagli sottraendo del denaro all'esercito per sostenere i suoi piani personali, ma Philips non seppe rispondere. Quando Kennedy chiese se Nhu avrebbe incolpato gli Stati Uniti per il conseguente deterioramento militare, Phillips rispose che l'ARVN si sarebbe ribellato, perché gli ufficiali dell'ARVN che erano sulle liste dei vietcong non avrebbero permesso ai comunisti di scatenarsi.

### Disaccordi

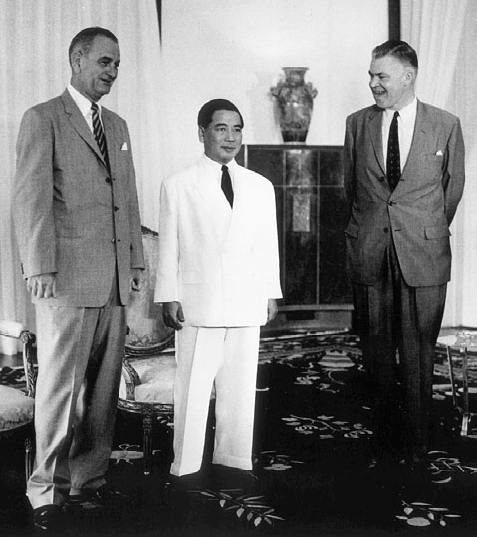
Il vicepresidente degli Stati Uniti Lyndon B. Johnson, il presidente della RVN Ngô Đình Diệm e Frederick Nolting nel palazzo presidenziale del Vietnam del Sud nel 1961

L'incontro divenne conflittuale quando Krulak interruppe Phillips, affermando che i consiglieri militari americani sul campo rifiutavano le valutazioni dell'ufficiale dell'USOM. Phillips ha ammesso che, sebbene la situazione militare complessiva sia migliorata, lo stesso non è avvenuto nelle aree cruciali del delta. Phillips ha osservato che il consigliere militare provinciale della provincia di Long An, adiacente a Saigon, aveva riferito che i vietcong avevano invaso 200 villaggi in posizioni strategiche nella settimana precedente, costringendo gli abitanti del villaggio a smantellare l'insediamento ed evacuare il posto. McNamara scosse la testa davanti ai rapporti radicalmente divergenti. Quando Krulak derise Phillips, il vicesegretario di Stato W. Averell Harriman non riuscì più a trattenersi e definì il generale "un maledetto sciocco". Phillips prese il posto diplomaticamente di Harriman e affermò che si trattava di una battaglia per i cuori e le menti piuttosto che per puri parametri militari.
Mecklin ha generato più inquietudine che altro, sostenendo la necessità l'uso delle truppe da combattimento americane per spodestare il regime di Diệm e vincere la guerra. Ha affermato che "è giunto il momento per gli Stati Uniti di esercitare pressioni dirette per ottenere un cambio di governo, per quanto sgradevole". Mecklin ha affermato che ci sarebbe una reazione negativa se gli aiuti fossero semplicemente tagliati, quindi le truppe statunitensi dovrebbero risolvere direttamente il problema. Mecklin in seguito scrisse al capo dell'USIS Edward R. Murrow per insistere sul fatto che le truppe statunitensi avrebbero accolto con favore il combattimento nel caso di un'escalation comunista. Durante il viaggio di ritorno negli Stati Uniti, aveva affermato che l'uso delle forze di combattimento americane avrebbe incoraggiato il colpo di stato e sollevato il morale contro i vietcong. Ha anche chiesto l'organizzazione di un colpo di stato e che gli Stati Uniti mostrassero maggiore intenzione.
Il pessimismo espresso da Phillips e Mecklin ha sorpreso Nolting che ha detto che il racconto di Phillips "mi ha sorpreso da morire. Non potevo credere alle mie orecchie". ha affermato che Mecklin era psicologicamente vulnerabile mentalmente perché si era recentemente separato da sua moglie e quindi il suo racconto poteva essere non veritiero. A quel tempo, Mecklin, dopo essersi separato viveva con i giornalisti David Halberstam e Neil Sheehan rispettivamente del New York Times e dell'UPI. Halberstam e Sheehan vinsero entrambi il premio Pulitzer e furono aspri critici di Diệm.

## Conseguenze
Una delle strategie che ha ricevuto crescente considerazione durante gli incontri dell'NSC – così come presso l’ambasciata americana a Saigon e al Congresso – è stata la sospensione degli aiuti non militari a Diệm. Dopo l'errata trasmissione del messaggio da parte di Voice of America il 26 agosto, che annunciava una sospensione completa degli aiuti, il 29 agosto a Lodge è stato dato l’ordine di sospendere tutti gli aiuti se avessero potuto facilitare un colpo di stato. Nel frattempo, il Senato degli Stati Uniti iniziò a fare pressione sull'amministrazione affinché agisse contro Diệm. Hilsman ricevette pressioni da parte della sottocommissione del Senato per l'Estremo Oriente. Il senatore Frank Church informò l'amministrazione della sua intenzione di presentare una risoluzione che condanna la repressione antibuddista di Diệm e chiede la cessazione degli aiuti a meno che non venga istituita l'uguaglianza religiosa. Ciò portò la chiesa ad accettare di ritardare l'introduzione del disegno di legge pro-buddismo per evitare di mettere in imbarazzo l'amministrazione.
Mentre la delegazione era in Vietnam, la strategia di utilizzare una sospensione selettiva degli aiuti per fare pressione su Diệm affinché ponesse fine alla discriminazione religiosa è stata discussa in maniera accesa presso il Dipartimento di Stato. In un'intervista televisiva dell'8 settembre, il direttore dell'AID David Bell ha avvertito che il Congresso era procinto a tagliare gli aiuti al Vietnam del Sud se Diệm non avesse cambiato le sue politiche. Il giorno successivo, Kennedy si allontanò dai commenti di Bell, affermando: "Non sarebbe ammissibile che gli Stati Uniti d'America pensassero ad una riduzione degli aiuti a Saigon, non sarebbe utile in questo momento". L'11 settembre, il giorno dopo che Krulak e Mendenhall hanno presentato i loro rapporti, Lodge ha ribaltato la sua posizione. In un lungo cablogramma a Washington, ha sostenuto la considerazione di utilizzare la sospensione degli aiuti non militari per innescare il rovesciamento di Diệm. Lodge concluse che gli Stati Uniti non potevano ottenere ciò che volevano da Diệm e dovevano forzare gli eventi a precipitare. Dopo un altro incontro alla Casa Bianca lo stesso giorno, il senatore Church è stato informato che il suo disegno di legge era stato accettato ed a quindi presentato la legislazione al Senato.
Il Consiglio di sicurezza nazionale si è riunito nuovamente il 17 settembre per considerare due delle proposte di Hilsman per trattare con Diệm. Il piano favorito da Hilsman e dai suoi colleghi del Dipartimento di Stato era il "percorso delle pressioni e della persuasione". Ciò ha comportato una serie crescente di misure sia a livello pubblico che privato, tra cui la sospensione selettiva degli aiuti e pressioni su Diệm affinché rimuovesse Nhu dal potere. L'alternativa era la "riconciliazione con un percorso GVN riabilitativo", che prevedeva l’apparizione in pubblico di Diệm e un tentativo di salvare il più possibile dalla situazione. Entrambe le proposte presupponevano che un colpo di stato dell'ARVN non fosse imminente. Il rapporto inconcludente prevedeva l'invio di una missione di follow-up in Vietnam, la famosa missione McNamara-Taylor, guidata da McNamara e dal presidente dei capi di stato maggiore congiunti Maxwell D. Taylor.